# Edwin Tong

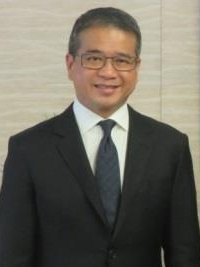
Edwin Tong (2019)

Edwin Tong Chun Fai (chinesisch 唐振辉, Pinyin Táng Zhènhuī; * 1969) ist ein singapurischer Politiker der Volksaktionspartei PAP (People’s Action Party), der seit 2011 Mitglied des Parlaments und im Kabinett Lee Hsien Loong V seit 2020 Minister für Kultur, Gemeinschaft und Jugend und Zweiter Minister für Justiz und Recht  ist.

## Leben
Edwin Tong Chun Fai begann nach dem Besuch der St. Joseph’s Institution und des Raffles Junior College ein Studium der Rechtswissenschaften an der National University of Singapore NUS, welches er 1994 mit einem Bachelor of Laws (LL.B.) beendete. Zu seinen Mitschülern am Raffles Junior College gehörte Tan Chuan-Jin, der für die PAP ebenfalls Mitglied des Parlaments und Minister wurde. Nach seiner anwaltlichen Zulassung begann er eine berufliche Tätigkeit als Rechtsanwalt in der Anwaltskanzlei Allen & Gledhill, eine 1902 in Singapur gegründete Kanzlei, die heute Partnerkanzleien in Malaysia, Myanmar, Indonesien und Vietnam mit über 650 Anwälten hat. Er war bis 2018 insbesondere in gesellschafts- und handelsrechtlichen Streitigkeiten, Restrukturierungs- und Insolvenzangelegenheiten sowie in der internationalen Schiedsgerichtsbarkeit tätig und wurde 2015 zum Senior Counsel ernannt.
Tong begann zugleich sein politisches Engagement für die People’s Action Party und wurde für diese bei den Parlamentswahlen am 7. Mai 2011 im Mehrpersonenwahlkreis (Group representation constituency) von Marine Parade GRC zum Mitglied des Parlaments gewählt. Während der zwölften Legislaturperiode (2011 bis 2015) war er in der ersten und zweiten Sitzungsperiode Mitglied des Ausschusses für öffentliche Petitionen (Public Petitions Committee). Bei den Parlamentswahlen am 11. September 2015 wurde er im Wahlkreis Marine Parade GRC erneut zum Mitglied des Parlaments gewählt und gehörte in der 13. Legislaturperiode (2015 bis 2020) in der ersten und zweiten Sitzungsperiode dem Ausschuss für Privilegien (Committee of Privileges) als Mitglied an.
Am 1. Juli 2018 wurde er von Premierminister Lee Hsien Loong als Senior-Staatsminister im Ministerium für Justiz und Recht (Senior Minister of State, Ministry of Law) sowie als Senior-Staatsminister im Gesundheitsministerium (Senior Minister of State, Ministry of Health) in dessen Kabinett berufen. Bei den Parlamentswahlen am 10. Juli 2020 wurde er im Mehrpersonenwahlkreis von Moulmein-Kallang GRC zum dritten Mal zum Mitglied des Parlaments gewählt. In der aktuellen 14. Legislaturperiode fungierte er in der ersten Sitzungsperiode sowohl als Mitglied des Ausschusses für öffentliche Petitionen als auch des Ausschusses für Petitionen. Nach der Wahl wurde er am 27. Juli 2020 von Premierminister Lee Hsien Loong auch in dessen fünftes Kabinett berufen und ist seither Minister für Kultur, Gemeinschaft und Jugend (Minister for Culture, Community and Youth) sowie Zweiter Minister für Justiz und Recht (Second Minister for Law). Er ist zugleich seit Mai 2021 als Nachfolger von Chan Chun Sing stellvertretender Vorsitzender der People’s Association (PA), eine 1960 gegründete Behörde im Zuständigkeitsbereich des Ministeriums für Kultur, Gemeinschaft und Jugend, die Nachbarschaftsgemeinschaften und soziale Organisationen überwacht und Teil eines Programms zur Förderung des sozialen Zusammenhalts und des Multirassismus ist.